# Estación de Fresno el Viejo
Fresno el Viejo es un apeadero ferroviario situado en el municipio español de Fresno el Viejo en la provincia de Valladolid, comunidad autónoma de Castilla y León. Cuenta con servicios de Media Distancia operados por Renfe.

## Situación ferroviaria
La estación se encuentra en el punto kilométrico 24,860 de la línea férrea de ancho ibérico que une Medina del Campo con la localidad portuguesa de Vilar Formoso, en su sección entre Medina del Campo y Salamanca, entre las estaciones de El Carpio y Cantalapiedra.

## Historia
La estación fue abierta al tráfico el 19 de abril de 1875 con la apertura del tramo Medina del Campo-Cantalapiedra de la línea que pretendía unir Medina del Campo con Salamanca. Su construcción fue obra de la Compañía del Ferrocarril de Medina del Campo a Salamanca. En 1928, la estación pasó a depender de la Compañía Nacional de los Ferrocarriles del Oeste de España. Dicha situación se mantuvo hasta que en 1941 Oeste se integró en la recién creada RENFE.
Desde el 31 de diciembre de 2004 Renfe Operadora explota la línea mientras que Adif es la titular de las instalaciones ferroviarias.

## La estación
Se encuentra al este del municipio, algo alejada del centro urbano. Sus infraestructuras se limitan a una caseta de ladrillo y hormigón cubierta por una tejado de una sola vertiente. La vía principal es la única que accede al andén lateral existente. 

## Servicios ferroviarios

### Media Distancia
Los trenes de Media Distancia que unen Palencia y Valladolid con Salamanca tienen parada en la estación. La frecuencia mínima es de tres trenes diarios en ambos sentidos. 
| Línea MD | Servicio        | Origen/Destino          | Paradas intermedias | Destino/Origen          |
| -------- | --------------- | ----------------------- | --- | ----------------------- |
| 19       | MD              | Palencia                | Venta de Baños · Dueñas · Valladolid-Universidad · Valladolid-Campo Grande · Medina del Campo · Campillo · El Carpio · Fresno el Viejo · Cantalapiedra · El Pedroso de la Armuña · Gomecello · Salamanca                                                | Salamanca-La Alamedilla |
| 19       | MD              | Salamanca               | Moriscos · Gomecello · Pitiegua · El Pedroso de la Armuña · Cantalapiedra · Fresno el Viejo · El Carpio · Medina del Campo · Pozaldez · Matapozuelos · Valdestillas · Viana de Cega · Valladolid-Campo Grande · Valladolid-Universidad · Venta de Baños | Palencia                |
| 19       | Regional Exprés | Salamanca               | Cantalapiedra · Fresno el Viejo · El Carpio · Medina del Campo | Valladolid-Campo Grande |
| 19       | Regional Exprés | Salamanca               | Gomecello · Pitiegua · El Pedroso de la Armuña · Cantalapiedra · Fresno el Viejo · El Carpio · Campillo · Medina del Campo · Pozaldez · Matapozuelos · Valdestillas · Viana de Cega                                                                     | Valladolid-Campo Grande |
| 19       | Regional Exprés | Valladolid-Campo Grande | Viana de Cega · Valdestillas · Matapozuelos · Pozaldez · Medina del Campo · El Carpio · Fresno el Viejo · Cantalapiedra · El Pedroso de la Armuña · Pitiegua · Gomecello · Moriscos · Salamanca                                                         | Salamanca-La Alamedilla |
| 19       | Regional Exprés | Valladolid-Campo Grande | Viana de Cega · Valdestillas · Matapozuelos · Pozaldez · Medina del Campo · El Carpio · Fresno el Viejo · Cantalapiedra · Gomecello · Salamanca | Salamanca-La Alamedilla |